# Aptesis subguttata
Aptesis subguttata är en stekelart som först beskrevs av Johann Ludwig Christian Gravenhorst 1829.  Aptesis subguttata ingår i släktet Aptesis, och familjen brokparasitsteklar. Arten är reproducerande i Sverige.